# Superior (manga)
Superior (シューピアリア?) è un manga scritto e disegnato da Ichtys. La serie è stata pubblicata da Square Enix sulla rivista Gangan Powered dal 2004 al 2009 e, in seguito alla chiusura della testata, è stata trasferita sulle pagine di Monthly GFantasy e rinominata Superior Cross (シューピアリア・クロス?, Shūpiaria Kurosu), continuando la pubblicazione dal 2009 al 2011. I due titoli sono stati in seguito raccolti rispettivamente in nove e sei volumi tankōbon.

## Trama
Le vicende sono ambientate in mondo in cui gli esseri umani e i mostri coesistono: due fazioni da tempo in guerra tra di loro e che puntano allo sterminio completo gli uni degli altri. A distinguersi per la propria potenza tra le file dei mostri vi è la regina, Sheila, che da sola ha annientato metà dell'umanità. Gli umani sopravvissuti hanno così eletto un eroe, Exa, col compito di eliminarla, ma egli nutre dei dubbi sulla propria missione poiché ritiene che anche i mostri siano esseri viventi e che, allo stesso modo degli esseri umani, meritino di vivere. Sheila, la Regina Demone, incuriosita da questi innovativi principi, decide di celare la sua identità e affiancare l'eroe, per costatare se è davvero possibile trovare un punto di incontro tra le due razze.

## Personaggi
Sheila (シーラ?, Shira)
La regina dei demoni che ha spazzato via metà dell'umanità e ha soggiogato tutti i mostri. Dopo aver sperimentato la perdita del suo amato drago in giovane età, ha deciso di uccidere quanti più umani possibile in modo da creare un mondo solo per mostri. Dopo aver incontrato l'Eroe, Sheila decise di avvicinarsi a lui in modo da avvicinarsi a lui e ucciderlo quando se ne fosse presentata l'opportunità; tuttavia, si ritrova ad aver sviluppato accidentalmente sentimenti romantici per Exa. E così, alzando la facciata di un mostro mite, Sheila si unisce a lui nel suo viaggio. Sulla strada per trovare la Regina dei Demoni, inizia a cambiare il suo comportamento sadico a causa dell'influenza dell'Eroe su di lei. Più tardi, si trova di fronte a un dilemma; svelare la sua vera identità o continuare a fingere di essere un debole demone per restare al suo fianco.
Exa (エクサ?, Ekusa)
L'eroe che sogna la convivenza pacifica tra umani e uomini. Apprezza tutti i mostri e la vita umana e non desidera uccidere nessuno, credendo fermamente che la guerra possa finire senza il completo sterminio di una razza. Nonostante la sua filosofia, farà un'eccezione per il Signore dei Demoni, che Exa non potrà mai perdonare per gli atroci crimini commessi dalla Regina dei Demoni, così come per l'omicidio della sua famiglia e dei suoi amici per mano di quest'ultimo. Exa crede che con la morte del Signore dei Demoni, la pace potrebbe essere ripristinata nel mondo. Tuttavia, non sa che Sheila è la Regina dei Demoni (nonostante gli altri glielo dicano) e in seguito si innamora di lei. In Superior Cross Sheila gli dice che lei è il Signore dei Demoni, dopo di che diventa molto violento. In una frenesia per uccidere Sheila, attacca Lakshri e Angelica (che stavano cercando di proteggere Sheila), per raggiungerla. Nel bel mezzo di un combattimento, cadono tutti in un buco di lava e per salvarli Sheila si sacrifica. L'eroe, incapace di lasciarla morire dopotutto, la salva e si scusa.
Lakshiri (ラクシュリ?, Rakushuri)
Il braccio destro di Exa. In passato è stato consumato dalla violenza, ma ne è stato tirato fuori con l'aiuto di Exa. Dopo di che Lakshri giurò che lo avrebbe seguito per il resto della sua vita. Nonostante sia un buon amico di Exa, gli manca chiaramente la modestia e l'umiltà di quest'ultimo, spesso vantandosi delle sue capacità (specialmente con le donne, poiché Lakshri si infatuano di quasi tutte le donne che vede), oltre a mostrare un certo grado di immaturità o mancanza di buone maniere (di solito quando è vicino ad Angelica o Crowe).
Angelica (アンジェリカ?, Anjerika)
Un mostro con abilità magiche estremamente forti ed ereditate. Abusata da bambina per le sue capacità demoniache, è devota a Exa, poiché è stata la prima persona a mostrare la sua gentilezza. Stranamente, il suo bastone ingioiellato è usato per controllare e limitare il suo potere, ma non per aumentarlo. L'occhio destro di Angelica è rosso a causa del suo sangue mostruoso, che ha ereditato da uno dei suoi nonni. Per evitare conflitti e polemiche con gli altri umani, Angelica nasconde il suo occhio destro dietro la frangia. Sebbene di solito sia una persona gentile, ogni volta che perde la calma userà la sua forza sovrumana contro colui che l'ha turbata (di solito Lakshri). In Superior Cross trova suo nonno che vive in una città umana, dopo che si rende conto che è suo nonno le dice che ha dovuto lasciare la città in cui vivevano lui e sua nonna, a causa degli umani che lo minacciavano perché era un mostro , ma non ha mai smesso di amare la sua famiglia.
Copy (コピー?, Kopi)
Un doppelgänger creato da Sheila. Lo scopo di Copy era quello di governare come Regina dei Demoni al posto di Sheila. Sheila ha creato una copia per placare Kagami e darle qualcuno su cui governare. L'unica limitazione che Sheila ha messo su Copy era di non uccidere Exa. Copy ha minacciato quasi immediatamente di uccidere l'eroe solo perché Sheila era innamorata di lui.
Juno Obsidias (ジュノー ・オブシディアス?, Juno Obushidiasu)
Il figlio del re, ha idolatrato Exa come un presagio di pace che avrebbe aiutato suo padre a sterminare i mostri. Tuttavia, quando incontrò Exa e scoprì di essere un pacifista perché si rifiutava di uccidere due mostri umanoidi, il Principe fu gravemente deluso. Dopo essere stato risparmiato da uno dei due mostri che Exa ha salvato, tuttavia, si converte alla filosofia di Exa e si propone di essere un prezioso alleato. Tuttavia, è lui che manda il suo aiutante ad avvertire Exa dei suoi sospetti che Sheila sia la vera Regina dei Demoni.
Kagami (かがみ?)
Un mostro tentacolare con l'abilità di controllare la mente di un altro essere. Kagami ha servito come tutore di Sheila sin da quando era bambina, viene anche rivelato che Kagami aveva ammirato la madre di Sheila. Odiava anche Exa perché era la ragione per cui Sheila aveva cambiato idea.

## Manga
Superior è stato scritto e illustrato da Ichtys. La serie è iniziata il 22 giugno 2004 ed è stata pubblicata da Square Enix su Gangan Powered fino all'ultimo numero della rivista prima della chiusura, il 21 febbraio 2009. Il manga fu poi trasferito su Monthly GFantasy e reintitolato Superior Cross (シューピアリア・クロス?, Shūpiaria Kurosu), continuando la pubblicazione dal 18 aprile 2009 al 16 luglio 2011.